# DMX Krew
DMX Krew (znany również jako EDMX) – pseudonim brytyjskiego DJ-a i producenta muzycznego, Edwarda Uptona.
Wydał on 5 pełnych albumów nakładem wydawnictw Rephlex Records oraz założonego przez siebie Breakin' Records. Styl DMX Krew oscyluje wokół kilku gatunków muzyki elektronicznej związanych głównie z breakdance. Cykl wydań The Collapse of the Wave Function stylistycznie jest bardziej eksperymentalny. Mimo podobieństwa pseudonimów, Edward Upton nie ma żadnego związku z raperem DMX.

## Dyskografia

### Albumy
- 1996 - Sound of the Street
- 1997 - Ffressshh!
- 1998 - Nu Romantix
- 1999 - We are DMX
- 2004 - The Collapse of the Wave Function LP
- 2005 - Kiss Goodbye
- 2005 - Wave:CD
- 2010 – The March to The Stars

### EP-ki / Single
- 1995 - Got You on My Mind
- 1996 - Cold Rockin' with the Krew
- 1997 - DMX Bass/Rock Your Body
- 1997 - You Can't Hide Your Love
- 1997 - You Can't Hide Your Love Remixes
- 1998 - Adrenalin Flow
- 1998 - Party Beats
- 1998 - Showroom Dummies
- 1999 - Back to the Bass
- 1999 - Cats on Mars (Remix)
- 2002 - Seedy Films
- 2002 - Soul Miner
- 2004 - The Collapse of the Wave Function Volume 1
- 2004 - The Collapse of the Wave Function Volume 2
- 2005 - Body Destruction
- 2007 - Snow Cub
- 2008 - Bass Drop EP
- 2008 - Ionospheric Exploration
- 2009 - Bongard Problems
- 2009 - Come To Me
- 2009 - Wave Funk Volume 1